# Alexandru Odobescu (scrittore)
Alexandru Ioan Odobescu (Bucarest, 23 giugno 1834 – Bucarest, 1895) è stato un archeologo rumeno.

## Biografia
Studiò nel collegio di San Sava, a Parigi, ma non prese la laurea. Funzionario al ministero degli Esteri, divenne poi ministro per l'Istruzione e il Culto e fu scelto come rappresentante della Romania all'Esposizione di Parigi del 1866. Nel 1874 ebbe la cattedra di Archeologia all'Università di Bucarest- Negli anni successivi occupò la carica di segretario di legazione a Parigi, ma fu richiamato in Patria, per la vita dispendiosa e brillante.
Fu il primo a respingere il dilettantismo nell'archeologia e ad affermare la stessa come una vera e propria scienza, nella Romania del XIX secolo.
Autore a questo proposito di Notizie sulle antichità della Romania (1868) e Storia archeologica (1877), fu abile folklorista (Echi del Pindo e dei Carpazi, 1861) e novelliere. In Pseudo-cynegeticos, il suo capolavoro narrativo, espresse tutte le venature della sua prosa elegante, erudita, raffinata. Ebbe una morte tragica, per avvelenamento.

### Opere in lingua originale
- Mihnea-Vodă cel rău, 1857
- Doamna Chiajna, 1860
- Câteva ore la Snagov, 1862
- Pseudo-cynegeticos, sau fals tratat de vânătoare, 1875
- Le Trésor de Petrossa, 1889
- Pagini regăsite
- Note de călătorie